# Miotły
Miotły (biał. Мётлы; ros. Мётлы) – wieś na Białorusi, w obwodzie witebskim, w rejonie miorskim, w sielsowiecie Zaucie.
Dawniej używane nazwy – Mietły.

## Historia
W czasach zaborów w gminie Jazno, w powiecie dzisieńskim, w guberni wileńskiej Imperium Rosyjskiego.
W latach 1921–1945 wieś leżała w Polsce, w województwie wileńskim, w powiecie dziśnieńskim, w gminie Jazno.
Według Powszechnego Spisu Ludności z 1921 roku zamieszkiwało tu 159 osób, 8 było wyznania rzymskokatolickiego a 151 prawosławnego. Jednocześnie 9 mieszkańców  zadeklarowało polską a 150 białoruską przynależność narodową. Były tu 24 budynki mieszkalne. W 1931 w 26 domach zamieszkiwało 151 osób.
Wierni należeli do parafii rzymskokatolickiej i prawosławnej w Dziśnie. Miejscowość podlegała pod Sąd Grodzki w Dziśnie i Okręgowy w Wilnie; właściwy urząd pocztowy mieścił się w Jaźnie.
W wyniku napaści ZSRR na Polskę we wrześniu 1939 miejscowość znalazła się pod okupacją sowiecką. 2 listopada została włączona do Białoruskiej SRR. Od czerwca 1941 roku pod okupacją niemiecką. Wojska radzieckie ponownie zajęły miasto w 1944 roku, a następnie włączyły je do obwodu witebskiego Białoruskiej SRR.
Do 1960 w sielsowiecie Malinówka.
Od 1991 w składzie niepodległej Białorusi.